# Ivan Slišković
Ivan Slišković, né le 23 octobre 1991 à Split, est un handballeur croate. Il évolue au poste d'arrière gauche au FC Porto et en équipe nationale de Croatie.

## Palmarès

### En équipe nationale
- Médaillé de bronze au Championnat du monde 2013 en Espagne
- 4e place au Championnat d'Europe 2014 au Danemark
- 6e place au Championnat du monde 2015 au Qatar
- Médaillé de bronze au Championnat d'Europe 2016 en Pologne
- 5e place aux Jeux olympiques de 2016 à Rio
- 6e place au Championnat du monde 2019 au Danemark et en Allemagne

### En clubs
- Vainqueur du Championnat de Slovénie  (3) : 2014, 2015, 2018
- Vainqueur de la Coupe de Slovénie  (3) : 2014, 2015, 2018
- Vainqueur du Championnat de Hongrie  (2) : 2014, 2015, 2018
- Vainqueur de la Coupe de Hongrie  (2) : 2016, 2017